# Larinia phthisica
Larinia phthisica là một loài nhện trong họ Araneidae.
Loài này thuộc chi Larinia. Larinia phthisica được Ludwig Carl Christian Koch miêu tả năm 1871.

## Hình ảnh

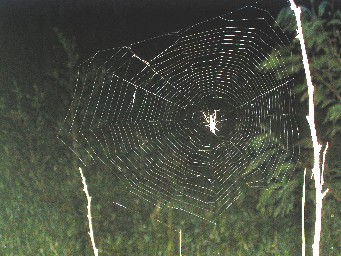